# Europese kampioenschappen schaatsen afstanden 2022 - 1000 meter vrouwen
De 1000 meter vrouwen op de Europese kampioenschappen schaatsen 2022 werd verreden op zondag 9 januari 2022 in ijsstadion Thialf in Heerenveen.
Titelverdedigster Jutta Leerdam prolongeerde met succes haar titel.

## Uitslag
| #      | Schaatser              | Land                | Tijd     |
| ------ | ---------------------- | ------------------- | -------- |
| Goud   | Jutta Leerdam          | Nederland           | 1.13,60  |
| Zilver | Femke Kok              | Nederland           | 1.14,80  |
| Brons  | Darja Katsjanova       | Rusland             | 1.14,94  |
| 4      | Angelina Golikova      | Rusland             | 1.15,542 |
| 5      | Jelizaveta Goloebeva   | Rusland             | 1.15,547 |
| 6      | Michelle de Jong       | Nederland           | 1.15,68  |
| 7      | Karolina Bosiek        | Polen               | 1.16,76  |
| 8      | Ellia Smeding          | Verenigd Koninkrijk | 1.16,85  |
| 9      | Michelle Uhrig         | Duitsland           | 1.18,05  |
| 10     | Lea-Sophie Scholz      | Duitsland           | 1.18,21  |
| 11     | Martine Ripsrud        | Noorwegen           | 1.18,27  |
| 12     | Katja Franzen          | Duitsland           | 1.18,48  |
| 13     | Anna Nifontova         | Wit-Rusland         | 1.18,59  |
| 14     | Kaitlyn McGregor       | Zwitserland         | 1.19,06  |
| 15     | Mihaela Hogaș          | Roemenië            | 1.19,09  |
| 16     | Julie Nistad Samsonsen | Noorwegen           | 1.19,16  |
| 17     | Ane By Farstad         | Noorwegen           | 1.20,06  |
| 18     | Zuzana Kuršová         | Tsjechië            | 1.20,46  |
| 19     | Vera Güntert           | Zwitserland         | 1.21,47  |